# Опунт (мифология)
Опунт (др.-греч. Ὀπόεντος) — персонаж греческой мифологии, сын Зевса и Протогенеи, легендарный основатель и эпоним города Опунт в Локриде.
Матерью Опунта античные авторы называют Протогенею — дочь царя Фтиотиды Девкалиона и внучку Прометея. Она вышла замуж за Локра (эпонима Локриды), но отцом её сына стал верховный бог Зевс. Когда Опунт вырос, он основал город, ставший впоследствии главным поселением восточных локров и носивший его имя. Соответственно восточная часть Локриды называлась в историческую эпоху Опунтской.
В одной из версий мифа сыном Опунта был Каллиар.